# Pucallpa cristata
Pucallpa cristata är en skalbaggsart som beskrevs av Lane 1959. Pucallpa cristata ingår i släktet Pucallpa och familjen långhorningar. Inga underarter finns listade i Catalogue of Life.